# 곤노 다이스케
곤노 다이스케(일본어: 今野 太祐, 1992년 12월 18일 ~ )는 일본의 축구 선수이다.

## 구단 경력
그는 2015년부터 2017년까지 J리그의 FC 류큐에서 활동하였다.